# 한현민 (모델)
한현민(韓炫旻, 2001년 5월 19일 ~ )은 청주를 본관으로 하는 한국인 모델이다. 191cm에 65kg의 멋진 비율로 대한민국 최초 흑인 혼혈 프로 남성 모델로 일하고 있다.

## 학력
- 서울보광초등학교 (졸업)
- 오산중학교 (졸업)
- 한광고등학교 (중퇴)

## 출생과 데뷔
그는 서울 이태원동에서 나이지리아 라고스 출신 아버지 타이투스 아웨, 대한민국 서울 출신 한국인 어머니 한혜진(韓慧珍) 사이에서 슬하 3남 2녀 가운데 첫째로 출생하였다. 그의 친조부는 아부자에서 출생하고 라고스에서 성장한 나이지리아인이고 친조모는 런던에서 출생한 영국 태생의 나이지리아 귀화인이다. 서울 보광동으로 이주하여 2005년 12월까지 3년 9개월을 살았고 이후 2005년 12월에서 2006년 2월까지 두 달여 간 충청북도 청주에서 지냈으며 2006년 2월 이후 이태원동으로 귀환하여 줄곧 그곳에서 성장하였다. 2016년 서울 패션 위크 런웨이에서 패션 모델 데뷔를 하였다.

## 기타 사항
취미는 축구, 농구, 야구이다.
1998년 개정된 부모양계주의 국적법에 따라 어머니의 대한민국 국적을 물려받아 선천적 대한민국 국적이다. 어머니의 성씨 또한 물려받아 본관도 청주 한씨이다. 그는 MBC TV 프로그램 《라디오 스타》에 출연하여 언급한즉 자신은 오로지 대한민국 국적이며 나이지리아 국적은 없다고 밝혔다. 참고로 대한민국 법률 개정에 따르면 1992년 1월 1일 이후 출생했으며 한국 국적이 있는 혼혈인은 인종이나 피부색에 상관 없이 현역으로 병역 의무를 이행하도록 규정하고 있다.

## 경력

### 런웨이 경력
- 2016 서울 패션 위크
- 2017 서울 패션 위크
- 2018 서울 패션 위크

## 연예 활동

### 뮤직 비디오
- 2017년 《스티 - We click》

### TV 프로그램
- 2017년 KBS 《자랑방 손님》
- 2017년 tvN 《나의 영어 사춘기》
- 2017년 KBS 《우리말 겨루기》
- 2017년 아리랑 TV 《Heart to heart》
- 2017년 MBC 《황금어장 라디오스타》
- 2018년 EBS 《특집 미래 강연 Q - 호모 커뮤니티쿠스 빅 픽처를 그리다》
- 《너의 목소리가 보여》
- 2018년 JTBC 《아는 형님》
- 2018년 KBS 《아침마당》
- 2018년 MBC 《미스터리 음악쇼 복면가왕》 - 감자에 싹이 나서 잎이 나서 새싹맨 (참가자)
- 2018년 E채널 《태어나서 처음으로》
- 2018년 KBS 《대국민 토크쇼 안녕하세요》
- 2018년 JTBC 《이방인》
- 2018년 KBS 《해피투게더》
- 2018년 JTBC 《한끼줍쇼》
- 2018년 KBS 《슈퍼맨이 돌아왔다》
- 2018년 SBS 《영재발굴단》
- 2018년 MBC 《오지의 마법사》
- 2018년 JTBC 《차이나는 클라스》
- 2018년 KBS 《1%의 우정》
- 2018년 JTBC 《요즘 애들》
- 2018년 MBC every1 《대한외국인》
- 2019년 KBS 《즐거운 챔피언》
- 2020년 KBS 《TV는 사랑을 싣고》
- 2021년 MBC 《생방송 행복드림 로또 6/45》- 게스트 981회

### 드라마
- 2018년 tvN 《계룡선녀전》 - 커피 신선 칼디 역 (특별출연)
- 2019년 SBS 《힙합 왕》 - 서기하 역
- 2023년 MBC 드라마넷 《로맨스 빌런》 - 박상아 역

### 영화
- 《특송》 (2022년) - 아시프 역

### 라디오 프로그램
- 2017년 EBS FM 《다문화 음악여행》
- 2018년 MBC FM4U 《2시의 데이트 지석진입니다》
- 2018년 SBS 러브FM 《김창렬의 올드 스쿨》
- 2018년 SBS 러브FM 《최화정의 파워 타임》
- 2018년 EBS FM 《EBS FM 라디오 일요 주간 경청》 (2018년 4월 1일)

### 광고
- 2017년 《스쿨룩스》 - 전소미, 주학년, 트와이스와 공동
- 2017년 《엠넷 뮤직 페스티벌 인 홍콩》 - 나하은과 공동
- 2017년 《Melon Music Awards》 - 정링컨, 나하은과 공동
- 2018년 《나이키》
- 2018년 《코나카드》 - 이호정과 공동
- 2018년 《현대자동차 벨로스터》

## 수상
- 2017년 미국 타임 지 선정 세계에서 가장 영향력 있는 10대 30인

## 학력
- 서울이태원초등학교 졸업
- 오산중학교 졸업
- 한광고등학교 중퇴

## 가족관계
- 아버지:타이투스아웨
- 어머니:한혜진
- 동생:(2011년~),(2013년~),(2014년~)

### 내용주
1. ↑  1998년 개정된 대한민국 국적법 시행일 이후 출생한 신생아는 출생 당시 부모 중 어느 한 사람이라도 대한민국인이면 대한민국 국적을 가질 수 있다.(대한민국 국적법 제2조 제1항 제1호. 1998년 6월 14일 시행) 혼인 중 출생자의 부가 외국인이고 모가 대한민국 국민인 경우 그 자녀는 모의 성과 본을 따를 수 있다.(대한민국 민법 제781조 제2항) 한현민은 해당 법률에 따라 출생시 대한민국 국적을 부여받았고, 합법적으로써 어머니의 성과 본으로 호적에 등재되었다.